# Dreiländereck (Bayern, Sachsen, Tschechien)

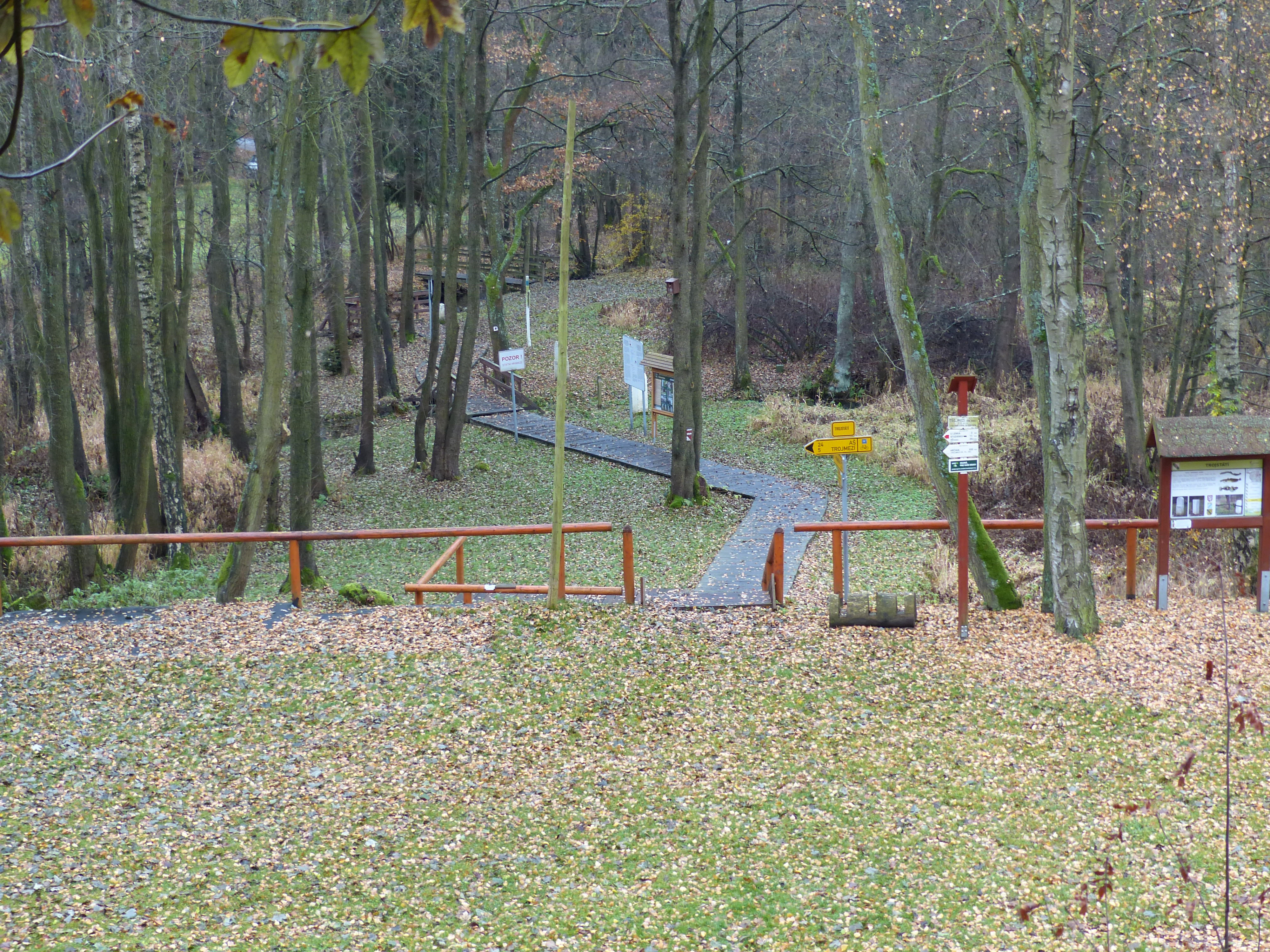
Überblick über den Grenzbereich

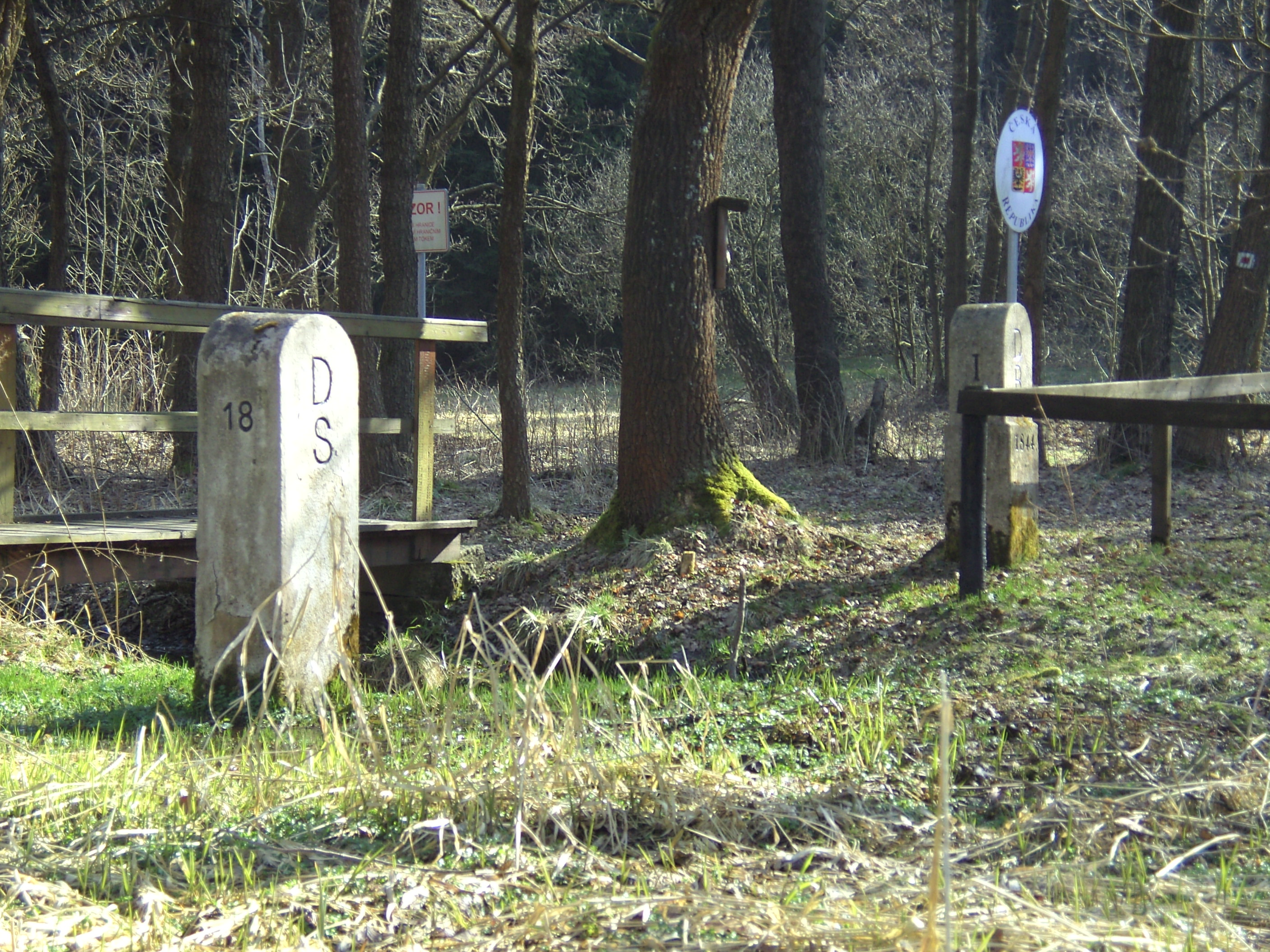
Grenzsteine auf beiden Seiten der Südlichen Regnitz

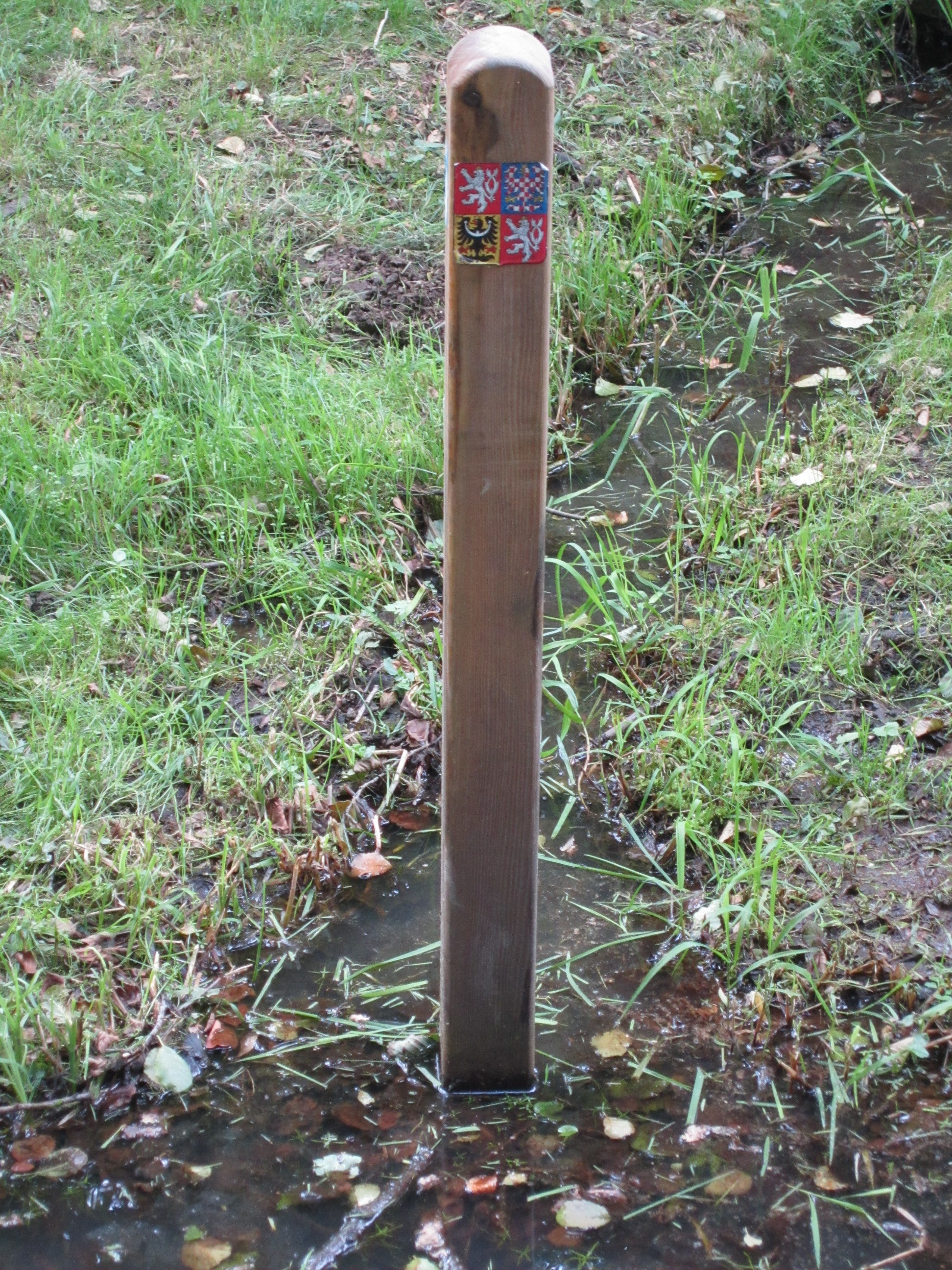
An dem Holzstock in der Mitte des Baches laufen die Grenzen zwischen Bayern und Sachsen, Sachsen und Tschechien sowie Tschechien und Bayern zusammen

Das Dreiländereck war im Laufe der Jahrhunderte Grenzpunkt verschiedener Staaten. Es ist heute Grenzpunkt der Bundesländer Bayern und Sachsen in Deutschland und des Staates Tschechien.

## Lage
Das Dreiländereck liegt bei Oberzech, Hinterprex und Prex (Gemeinde Regnitzlosau, Landkreis Hof in Bayern), Tiefenbrunn (Gemeinde Eichigt, Vogtlandkreis in Sachsen) und Trojmezí (Gottmannsgrün; Stadt Hranice, Okres Cheb in Tschechien).
Eine natürliche Grenze bilden die Südliche Regnitz (Rokytnice) und ihr Zufluss Lesní potok. Auf tschechischem Gebiet fließt die Bystřina (Mühlbach), dort befindet sich ein Rastplatz mit Informationstafeln. Ein eingemauerter Mühlstein erinnert an den Weiler Císařský Hamr (Kaiserhammer) und die Dolní mlýn (Hofmannsmühle), die zuletzt als Gasthaus für den internationalen Durchgangsverkehr diente. Grenznahe Gebäude wurden zur Sicherung der Grenze ab 1946 abgerissen. Zahlreiche Grenzsteine sind im Bereich der Regnitz aufgestellt, darunter auch solche der letzten Grenzverrainung von 1844. Diese sind ausgewiesene Baudenkmäler. Auf deutscher Seite befindet sich ein Soldatengrab vom Ende des Zweiten Weltkrieges. Auf tschechischer Seite befinden sich ein Steinkreuz und ein Stolleneingang. Zahlreiche Wanderwege führen am Dreiländereck vorbei, beispielsweise der Europäische Fernwanderweg E3 und der Kammweg. Es ist Ausgangspunkt des Ostweges des Fichtelgebirgsvereins. Das Dreiländereck ist Station des Wanderwegs zu Schicksalsorten, der vor allem an Grenzorte erinnern will, die unter der Grenzlage zu Zeiten der DDR gelitten haben, darunter die Wüstungen Hasenreuth, Troschenreuth und Hammerleithen. Das Dreiländereck liegt im Vogtland, am Grenzpunkt des sächsischen, bayerischen und böhmischen Vogtlands.

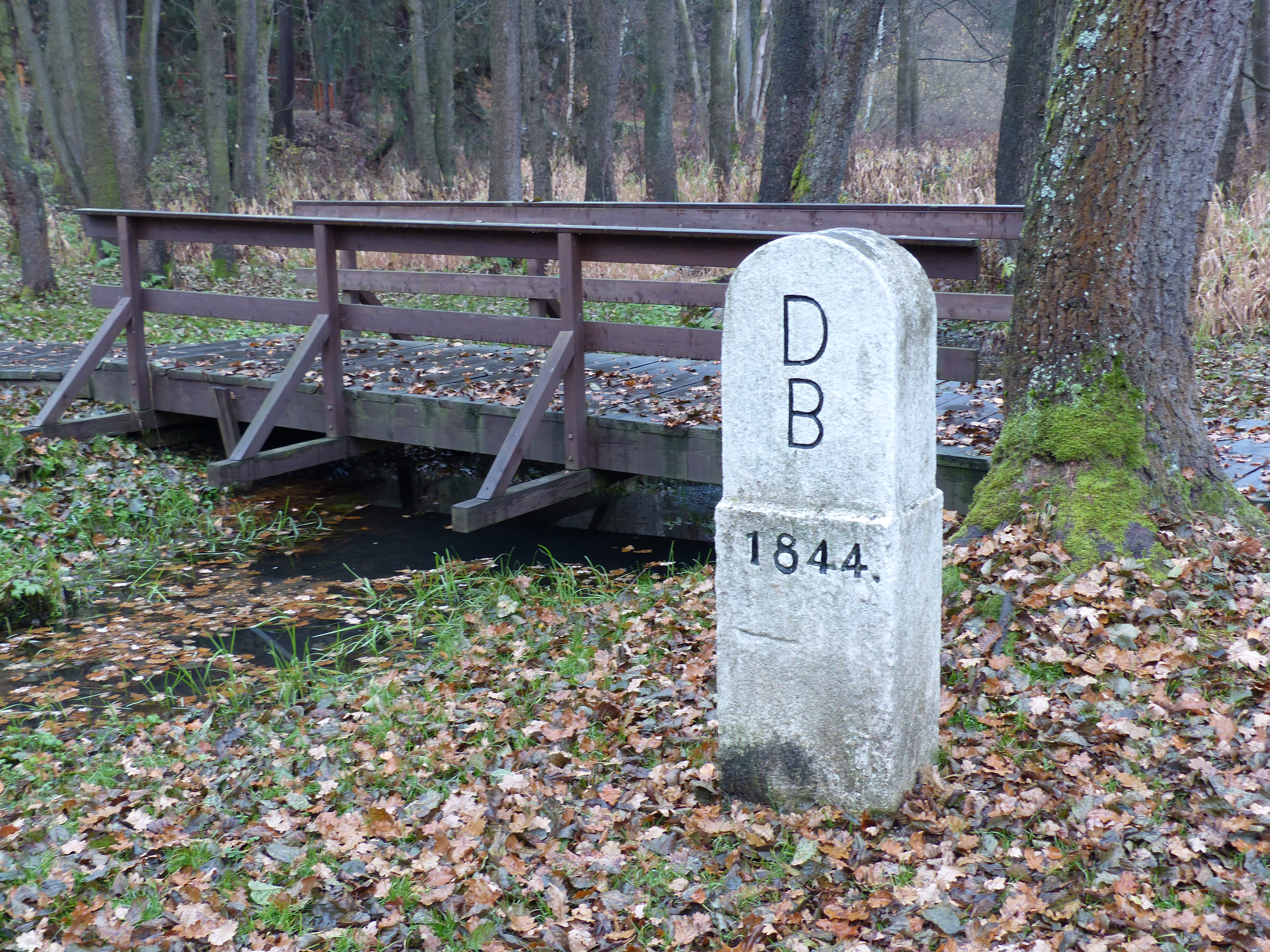
Grenzstein von 1844
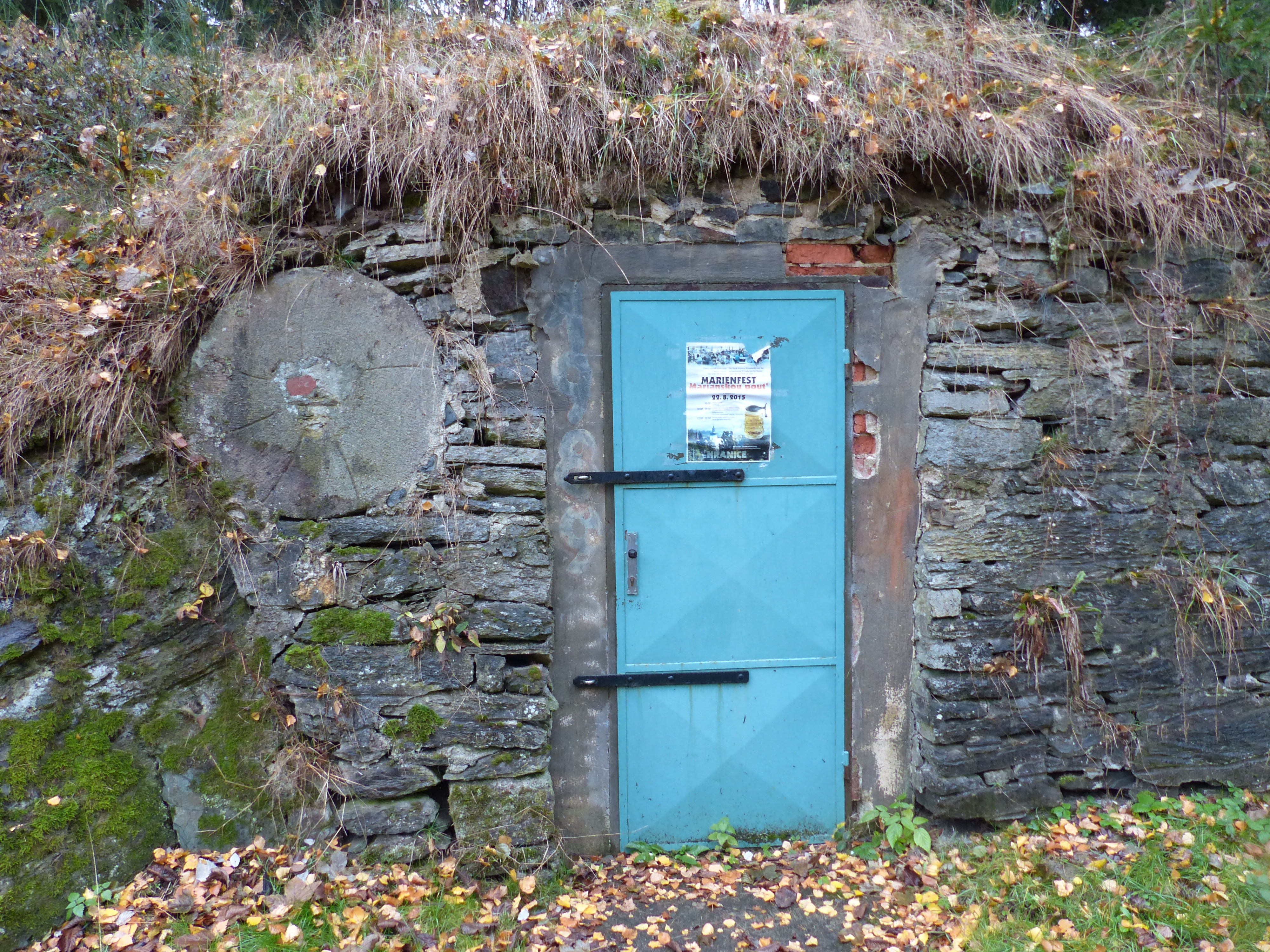
Eingemauerter Mühlstein an der Stelle der abgegangenen Hofmannsmühle
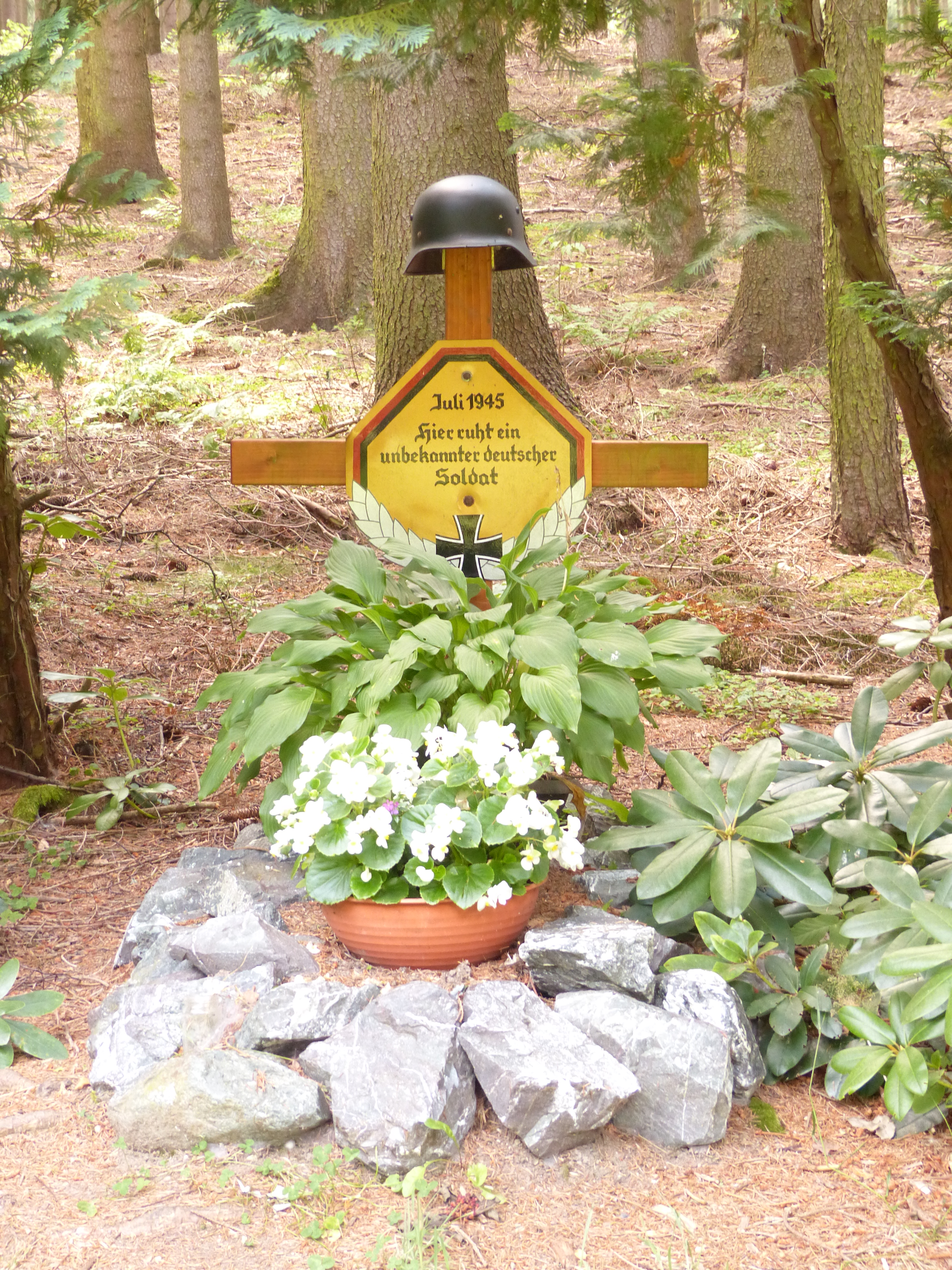
Soldatengrab
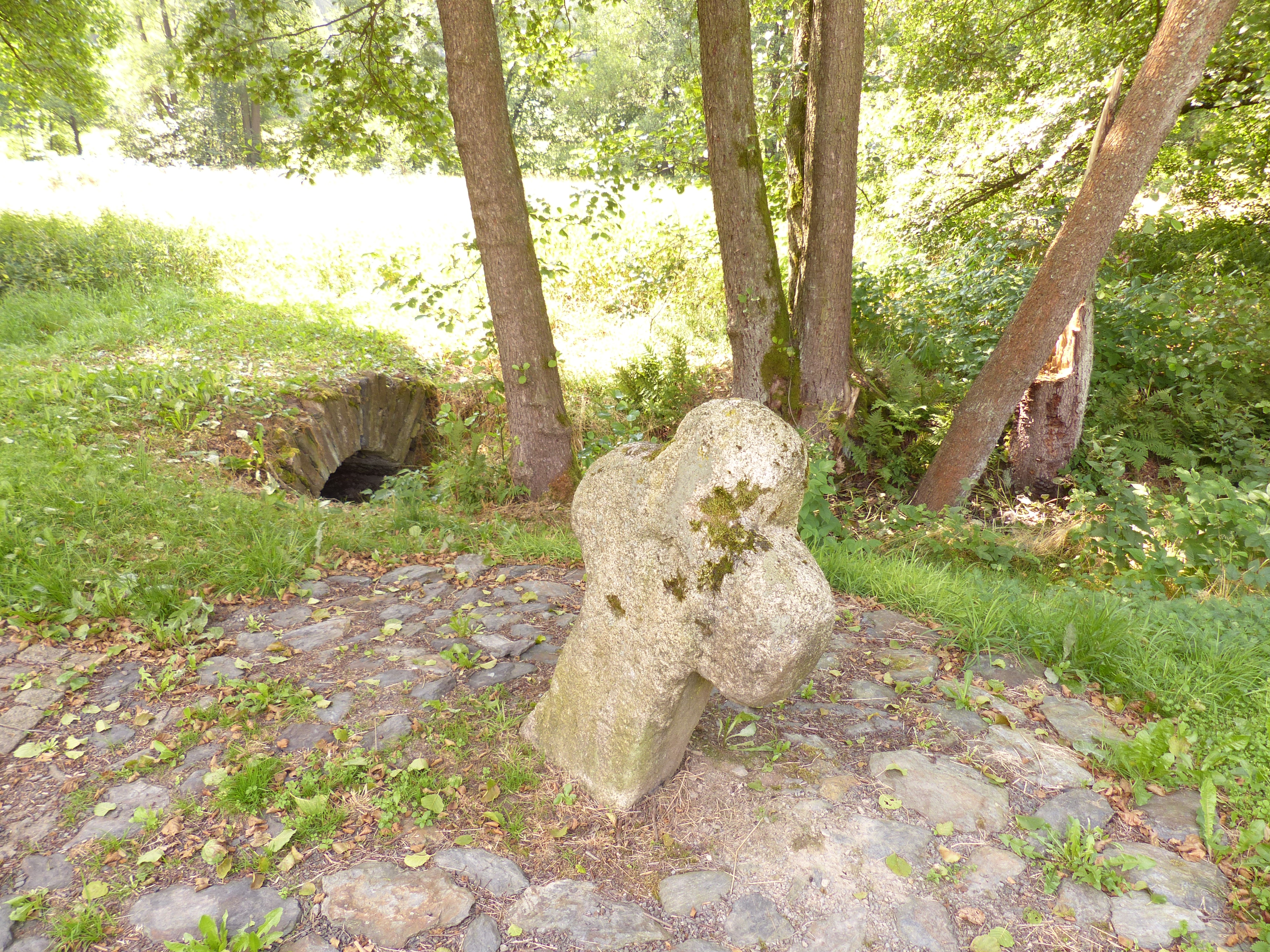
Steinkreuz
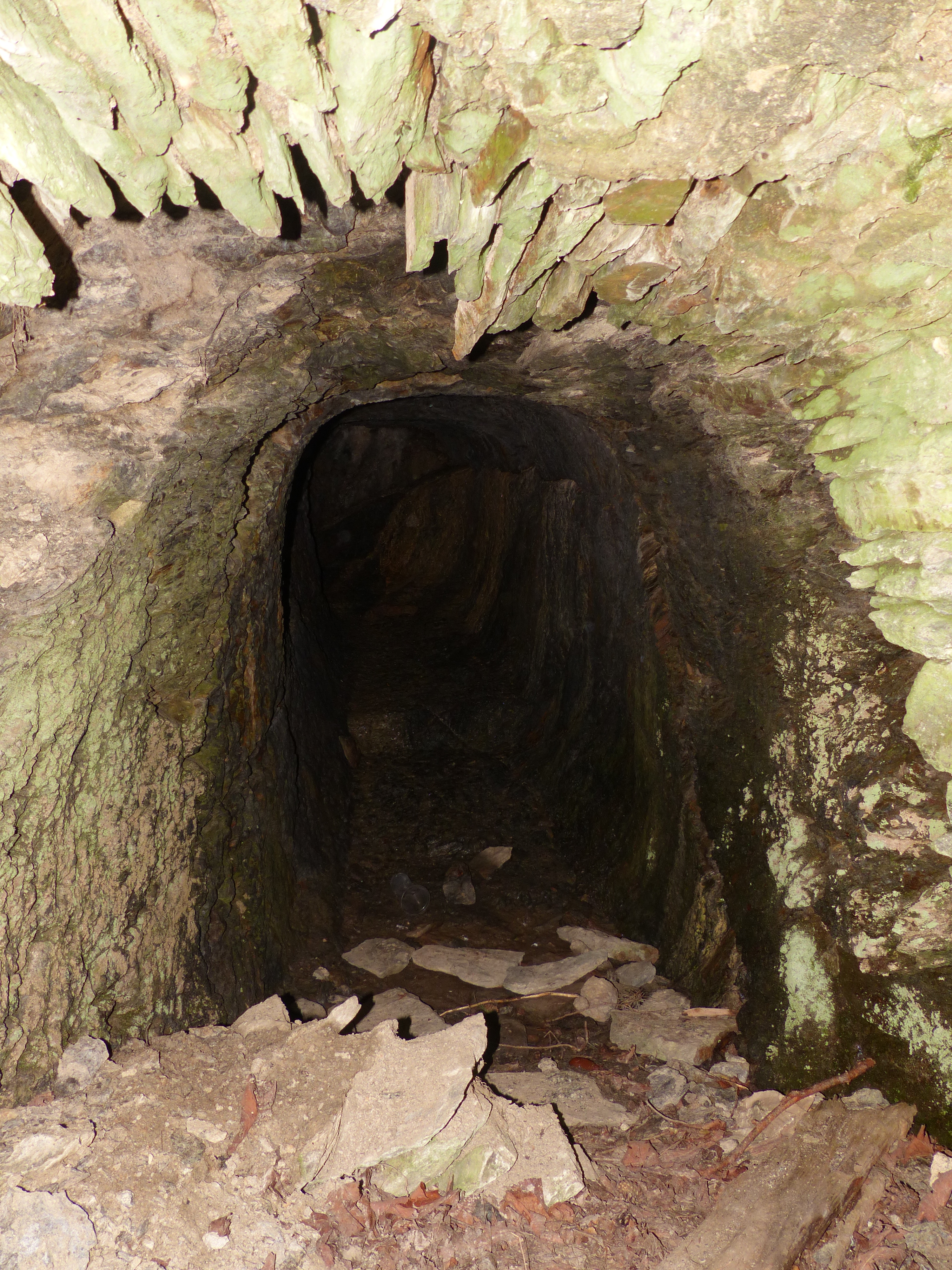
Stolleneingang

## Geschichte
Bis 1990 begannen am Dreiländereck die innerdeutsche Grenze zwischen der Bundesrepublik Deutschland und der DDR und die ähnlich befestigte Grenze zur Tschechoslowakei. Es war damit Teil des Eisernen Vorhangs und erst mit der Grenzöffnung 1989/90 für Fußgänger als Grenzübergang passierbar.
Bis 1918 verlief dort die Grenze zwischen Österreich-Ungarn und dem Deutschen Reich; gleichzeitig trafen sich dort die Landesgrenzen von Bayern, Böhmen und Sachsen. Die Bayerische Uraufnahme zeigt die Standorte der Grenzsteine.